# Storbritanniens försvarsminister
Storbritanniens försvarsminister (engelska: Secretary of State for Defence eller i dagligt tal Defence Secretary) ingår i Storbritanniens regering, kabinettet, och ansvarar för försvarspolitiken och landets väpnade styrkor.
Försvarsministern är chef för försvarsministeriet (Ministry of Defence) och bistås i detta av två vice ministrar som innehar titeln Minister of State. Försvarsministern är även ordförande i försvarsrådet (Defence Council) som är ministeriets högsta beslutsfattande organ. De två högsta opolitiskt tillsatta ämbetsmännen i ministeriet är dels den permanenta understatssekreteraren (Permanent Under Secretary) och försvarschefen (Chief of the Defence Staff).

## Historik
Försvarsministerämbetet inrättades 1936 som Minister for Coordination of Defence och var då en av fyra ministerposter som ansvarade för krigsmakten. Försvarsministerns uppdrag var att möta det tilltagande hot från det allt aggressivare Nazityskland och stärka samordningen mellan de olika försvarsgrenarna, som alla hade var sin minister: krigsministern (Secretary of State for War), förste amiralitetslorden (First Lord of the Admiralty) och flygvapenministern (Secretary of State for Air). 
När Winston Churchill tillträdde som premiärminister 1940 utnämnde han även sig själv till försvarsminister med den nya titeln Minister of Defence. Han efterträddes i båda befattningarna av Clement Attlee 1945. Från 1946 var försvarsministern ensam representant för militären i kabinettet och därmed tydligt överordnad krigs- och flygvapenministern samt förste amiralitetslorden. År 1947 inrättades Ministry of Defence (MoD). 
I och med att Defence (Transfer of Functions) Act 1964 gick genom parlamentet samma år och erhöll kunglig sanktion införlivades Admiralty, War Office och Air Ministry i Ministry of Defence. I samma lag ändrades också ministertiteln till Secretary of State for Defence.

### Tabell över historisk utveckling
|      | Royal Navy                              | British Army                                            | Royal Air Force                        | Samordning                                        |
| 1628 | First Lord of the Admiralty (1628–1964) |                                                         |                                        |                                                   |
| 1794 | First Lord of the Admiralty (1628–1964) | Secretary of State for War (1794–1801)                  |                                        |                                                   |
| 1801 | First Lord of the Admiralty (1628–1964) | Secretary of State for War and the Colonies (1801–1854) |                                        |                                                   |
| 1854 | First Lord of the Admiralty (1628–1964) | Secretary of State for War (1854–1964)                  |                                        |                                                   |
| 1919 | First Lord of the Admiralty (1628–1964) | Secretary of State for War (1854–1964)                  | Secretary of State for Air (1919–1964) |                                                   |
| 1936 | First Lord of the Admiralty (1628–1964) | Secretary of State for War (1854–1964)                  | Secretary of State for Air (1919–1964) | Minister for Co-ordination of Defence (1936–1940) |
| 1940 | First Lord of the Admiralty (1628–1964) | Secretary of State for War (1854–1964)                  | Secretary of State for Air (1919–1964) | Minister of Defence (1940–1964)                   |
| 1964 | Secretary of State for Defence (1964–)  | Secretary of State for Defence (1964–)                  | Secretary of State for Defence (1964–) | Secretary of State for Defence (1964–)            |

## Lista över Storbritanniens försvarsministrar

### Minister for Coordination of Defence (1936–40)
| Namn           | Från | Till | Parti                  | Premiärminister                     |
| -------------- | ---- | ---- | ---------------------- | ----------------------------------- |
| Thomas Inskip  | 1936 | 1939 | Konservativa partiet   | Stanley Baldwin Neville Chamberlain |
| Lord Chatfield | 1939 | 1940 | partipolitiskt obunden | Neville Chamberlain                 |

### Minister of Defence (1940–64)
| Namn                    | Från | Till | Parti                  | Premiärminister                    |
| ----------------------- | ---- | ---- | ---------------------- | ---------------------------------- |
| Winston Churchill       | 1940 | 1945 | Konservativa partiet   | Winston Churchill                  |
| Clement Attlee          | 1945 | 1946 | Labourpartiet          | Clement Attlee                     |
| A.V. Alexander          | 1946 | 1950 | Labourpartiet          | Clement Attlee                     |
| Manny Shinwell          | 1950 | 1951 | Labourpartiet          | Clement Attlee                     |
| Winston Churchill       | 1951 | 1952 | Konservativa partiet   | Winston Churchill                  |
| Earl Alexander av Tunis | 1952 | 1954 | partipolitiskt obunden | Winston Churchill                  |
| Harold Macmillan        | 1954 | 1955 | Konservativa partiet   | Winston Churchill                  |
| Selwyn Lloyd            | 1955 | 1955 | Konservativa partiet   | Anthony Eden                       |
| Sir Walter Monckton     | 1955 | 1956 | Konservativa partiet   | Anthony Eden                       |
| Antony Head             | 1956 | 1957 | Konservativa partiet   | Anthony Eden                       |
| Duncan Sandys           | 1957 | 1959 | Konservativa partiet   | Harold Macmillan                   |
| Harold Watkinson        | 1959 | 1962 | Konservativa partiet   | Harold Macmillan                   |
| Peter Thorneycroft      | 1962 | 1964 | Konservativa partiet   | Harold Macmillan Alec Douglas-Home |

### Secretary of State for Defence (1964– )
| Namn               | Från | Till     | Parti                | Premiärminister                     |
| ------------------ | ---- | -------- | -------------------- | ----------------------------------- |
| Peter Thorneycroft | 1964 | 1964     | Konservativa partiet | Sir Alec Douglas-Home               |
| Denis Healey       | 1964 | 1970     | Labourpartiet        | Harold Wilson                       |
| Lord Carrington    | 1970 | 1974     | Konservativa partiet | Edward Heath                        |
| Ian Gilmour        | 1974 | 1974     | Konservativa partiet | Edward Heath                        |
| Roy Mason          | 1974 | 1976     | Labourpartiet        | Harold Wilson                       |
| Frederick Mulley   | 1976 | 1979     | Labourpartiet        | James Callaghan                     |
| Francis Pym        | 1979 | 1981     | Konservativa partiet | Margaret Thatcher                   |
| John Nott          | 1981 | 1983     | Konservativa partiet | Margaret Thatcher                   |
| Michael Heseltine  | 1983 | 1986     | Konservativa partiet | Margaret Thatcher                   |
| George Younger     | 1986 | 1989     | Konservativa partiet | Margaret Thatcher                   |
| Tom King           | 1989 | 1992     | Konservativa partiet | Margaret Thatcher John Major        |
| Malcolm Rifkind    | 1992 | 1995     | Konservativa partiet | John Major                          |
| Michael Portillo   | 1995 | 1997     | Konservativa partiet | John Major                          |
| George Robertson   | 1997 | 1999     | Labourpartiet        | Tony Blair                          |
| Geoff Hoon         | 1999 | 2005     | Labourpartiet        | Tony Blair                          |
| John Reid          | 2005 | 2006     | Labourpartiet        | Tony Blair                          |
| Des Browne         | 2006 | 2008     | Labourpartiet        | Tony Blair Gordon Brown             |
| John Hutton        | 2008 | 2009     | Labourpartiet        | Gordon Brown                        |
| Bob Ainsworth      | 2009 | 2010     | Labourpartiet        | Gordon Brown                        |
| Liam Fox           | 2010 | 2011     | Konservativa partiet | David Cameron                       |
| Philip Hammond     | 2011 | 2014     | Konservativa partiet | David Cameron                       |
| Michael Fallon     | 2014 | 2017     | Konservativa partiet | David Cameron Theresa May           |
| Gavin Williamson   | 2017 | 2019     | Konservativa partiet | Theresa May                         |
| Penny Mordaunt     | 2019 | 2019     | Konservativa partiet | Theresa May                         |
| Ben Wallace        | 2019 | 2023     | Konservativa partiet | Boris Johnson Liz Truss Rishi Sunak |
| Grant Shapps       | 2023 | 2024     | Konservativa partiet | Rishi Sunak                         |
| John Healey        | 2024 | Sittande | Labourpartiet        | Keir Starmer                        |